# Felicia Brembeck

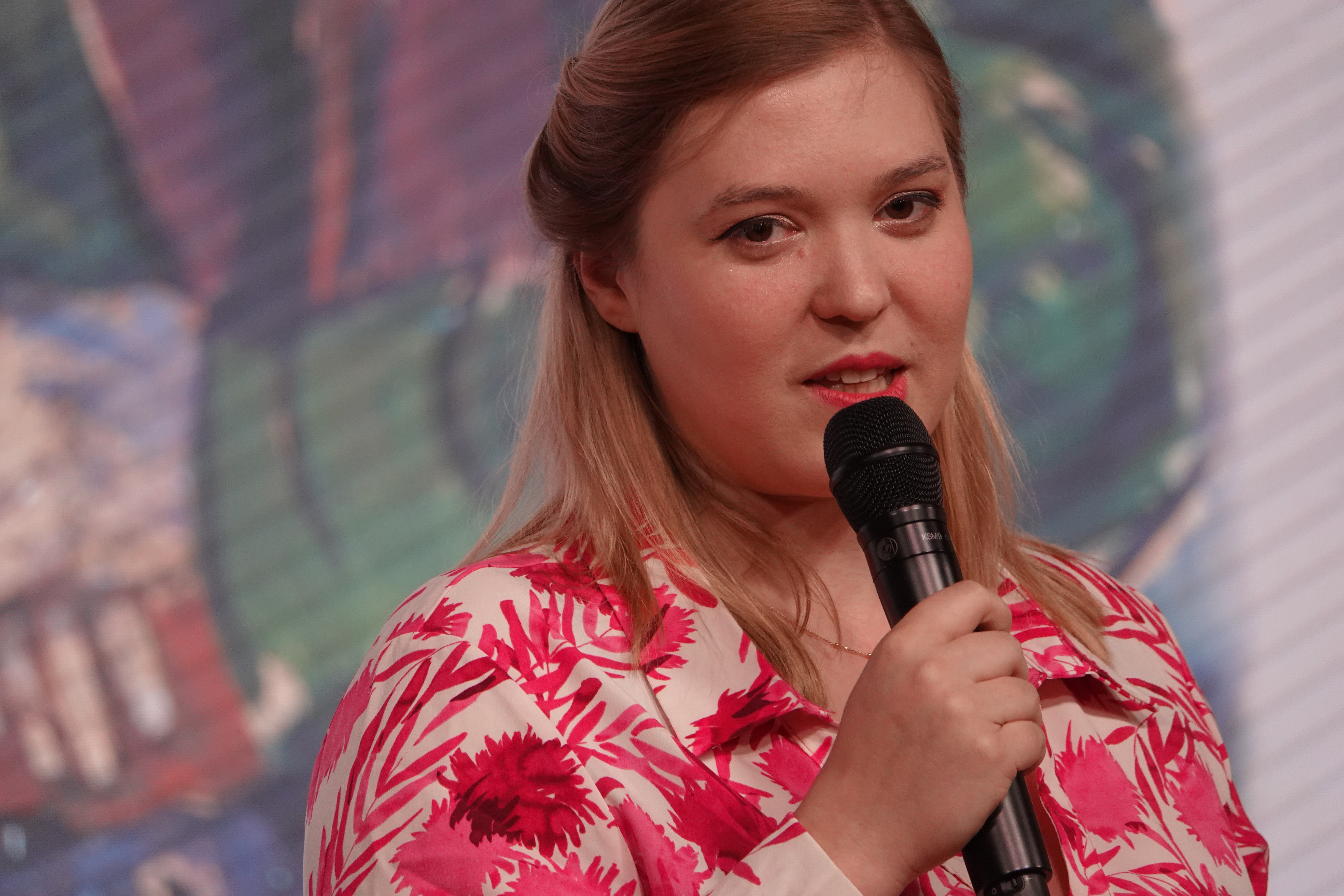
Fee Brembeck (2022)

Fee, bürgerlich Felicia Brembeck (* 1994 in München), ist eine deutsche Poetry-Slammerin, Kabarettistin, Autorin und Sängerin.

## Biografie
Fee studierte zunächst Germanistik, Pädagogik und Theologie in München. Anschließend studierte sie bis zu ihrem Masterabschluss 2023 Operngesang an der Hochschule für Musik Hanns Eisler Berlin und der HMT Leipzig. 2013 gewann sie die deutschsprachige Poetry-Slam-Meisterschaft als U-20-Wettbewerb-Siegerin. Mit ihren Texten tritt sie im deutschsprachigen Raum und im europäischen Ausland auf, außerdem in unterschiedlichen Fernsehsendungen wie Nightwash, dem NDR Comedy Contest oder dem Vereinsheim Schwabing. Sie ist Mitgründerin und Stammmitglied der Münchner Kabarett- und Lesebühne „Die Stützen der Gesellschaft“ und Initiatorin des neuen Formats „Agorá – Kunstlied meets Poetry Slam“.

## Auszeichnungen
- 2013: Deutschsprachige Poetry-Slam-Meisterschaft – U20-Wettbewerb-Siegerin
- 2016: Tassilo-Kultur-Preis der Süddeutschen Zeitung
- 2022: Ernst-Hoferichter-Preis[1]
- 2023: Stuttgarter Besen, Holz[4]

## Veröffentlichungen
- #textgold – Mach Fehler!, Verlagsgruppe Oetinger, Hamburg, 2015, ISBN 978-3-95882-027-2.
- poetry slam/once again, Langspielplatte mit Xóchil A. Schütz, Nora Gomringer, KHj+F., Euskirchen, 2016, Psych.KG 341
- Feeminismus, Lektora, Paderborn, 2019, ISBN 978-3-95461-143-0.
- Jetzt halt doch mal die Klappe, Mann! Warum wir auf Mansplaining keinen Bock mehr haben, Goldmann Verlag, München, 2021, ISBN 978-3-442-31638-0.

### Textbeiträge
- Clara Nielsen, Nora Gomringer (Hrsg.): Lautstärke ist weiblich: Texte von 50 Poetry-Slammerinnen, Satyr-Verlag, Berlin, 2017, ISBN 978-3-944035-91-8
- Pascal Simon (Hrsg.): Königlich Bayerische Slam-Anthologie, Bayerischer Poeten- und Belletristik-Verlag, 2017, ISBN 978-3944000183
- Nik Salsflausen (Hrsg.): Afterwork mit Sisyphos: Alte Mythen, neue Texte im Poetry Slam, Satyr-Verlag, Berlin, 2017, ISBN 978-3944035871
- Jason Bartsch, Nils Früchtenicht (Hrsg.): Tintenfrische II, Lektora, Paderborn, 2015, ISBN 978-3954610440
- Beatrice Wallis, Meike Blatzheim (Hrsg.): Das ist genau mein Ding!: Mutige Menschen, die ihren Weg gehen, Beltz & Gelberg, 2014, ISBN 978-3407753991
- Seelenstriptease – Poesie in 6 Akten, Tinx[5]